# Покровское (Мариупольский район)
Покро́вское (укр. Покровське; до 2016 г. — Ильичёвское) — село на Украине, находится в Мангушском районе Донецкой области.
Код КОАТУУ — 1423982201. Почтовый индекс — 87440. Телефонный код — 6297.

## История
Постановлением Сталинского облисполкома от 15.08.1945 г. населённому пункту колхоза «Шлях Ильича» присвоено название хутор Ильичевский.

## Население
- 1970—1195 чел.
- 1976—1202 чел.
- 2001—1383 чел. (перепись)

В 2001 году родным языком назвали:
- русский язык — 1006 чел. (72,74 %)
- украинский язык — 373 чел. (26,97 %)
- белорусский язык — 1 чел. (0,07 %)

## Адрес местного совета
87440, Донецкая область, Мангушский район, с. Покровское, ул. Транспортная, 10